# Österjörn
Österjörn är kyrkbyn i Jörns socken i Skellefteå kommun.
Byn grundades 1778, och är belägen cirka fyra kilometer sydost om Jörn, vid Jörnsträsket. Det ursprungliga namnet på Österjörn var Jörn. Nuvarande Jörn är ett stationssamhälle som började byggas upp 1893.
1857 byggdes Österjörns kyrka, som hette Jörns kyrka till dess att Sankt Mikaels kyrka invigdes i nya Jörn 1960.